# Karolinelund
Koordinaten: 57° 2′ 36″ N, 9° 55′ 54″ O
Karolinelund ist ein ehemaliger Freizeitpark am nördlichen Stadtrand von Aalborg.

## Geschichte
Ursprünglich hieß das Gelände „Caroline Lund“ nach Prinzessin Caroline (1793–1881) und wurde 1824 als Erholungspark für die Offiziere der Stadt eingeweiht. In den 1840er Jahren gewann der Park auch in der Bevölkerung an Beliebtheit.
1946 erwarben die Brüder Volmer und Carl Lind das Gelände und eröffneten am 20. April 1947 ihren Freizeitpark Karolinelund. Von den 1970ern bis 2005 hieß der Park „Tivoliland“. Der Park blieb im Besitz der Familie Lind, bis er 2006 an Torben Pedersen, den Inhaber der Revue „Cirkusrevyen“ und verschiedener Fahrgeschäfte in Dyrehavsbakken, verkauft wurde. Unter seiner Regie wurde er in „Tivoli Karolinelund“ umbenannt, aber nach nur einer Saison und einem Minus von 2,6 Millionen Kronen (ca. 350.000 Euro) und nur 112.000 Besuchern am 27. Januar 2007 an die Aalborg Kommune verkauft.
Die Kommune führte Karolinelund unter seinem ursprünglichen Namen als Stadtpark mit teilweise freiem Eintritt und kostenpflichtigen Attraktionen weiter. Lediglich in der Hochsaison von Ende Juni bis Anfang August wird ein geringer Eintritt verlangt. Für die Nutzung der Attraktionen kann außerdem ein sogenanntes „Turbånd“ erworben werden, welches unbegrenzten Zugang erlaubt. 
Mit dem ebenfalls zur Kommune gehörenden Aalborger Zoo teilt sich Karolinelund das Management und den Verwaltungsrat. Beide Einrichtungen treten aber eigenständig auf.
Die Zukunft des Parks ist politisch umstritten, da er sich momentan wirtschaftlich nicht selbst trägt und in der Saison 2010 wieder ein Defizit von geschätzten 3 bis 4 Millionen Kronen auflief. Venstre, die Konservative Folkeparti und die Socialistisk Folkeparti wollen die Attraktionen verkaufen und das Gelände nur noch als Veranstaltungsgelände und Grünanlage fortführen. Die Befürworter des Parks halten dagegen, dass die Verluste durch den Betrieb des Parks geringer seien als die direkten und indirekten Folgekosten einer Schließung.
Der Park wurde am 4. September 2010 für die Winterpause geschlossen. Am 6. Oktober 2010 wurden allerdings alle Bewerber für eine Übernahme abgelehnt, da der zuständige Ausschuss befürchtete, dass der Park auch in Zukunft durch die öffentliche Hand bezuschusst werden müsste. In Zukunft soll das Gelände in einen Stadtpark umgewandelt werden.  Die Gebäude stehen zwar aktuell noch, die Fahrattraktionen – wie zum Beispiel die drei Achterbahnen – wurden jedoch inzwischen demontiert.

## Attraktionen

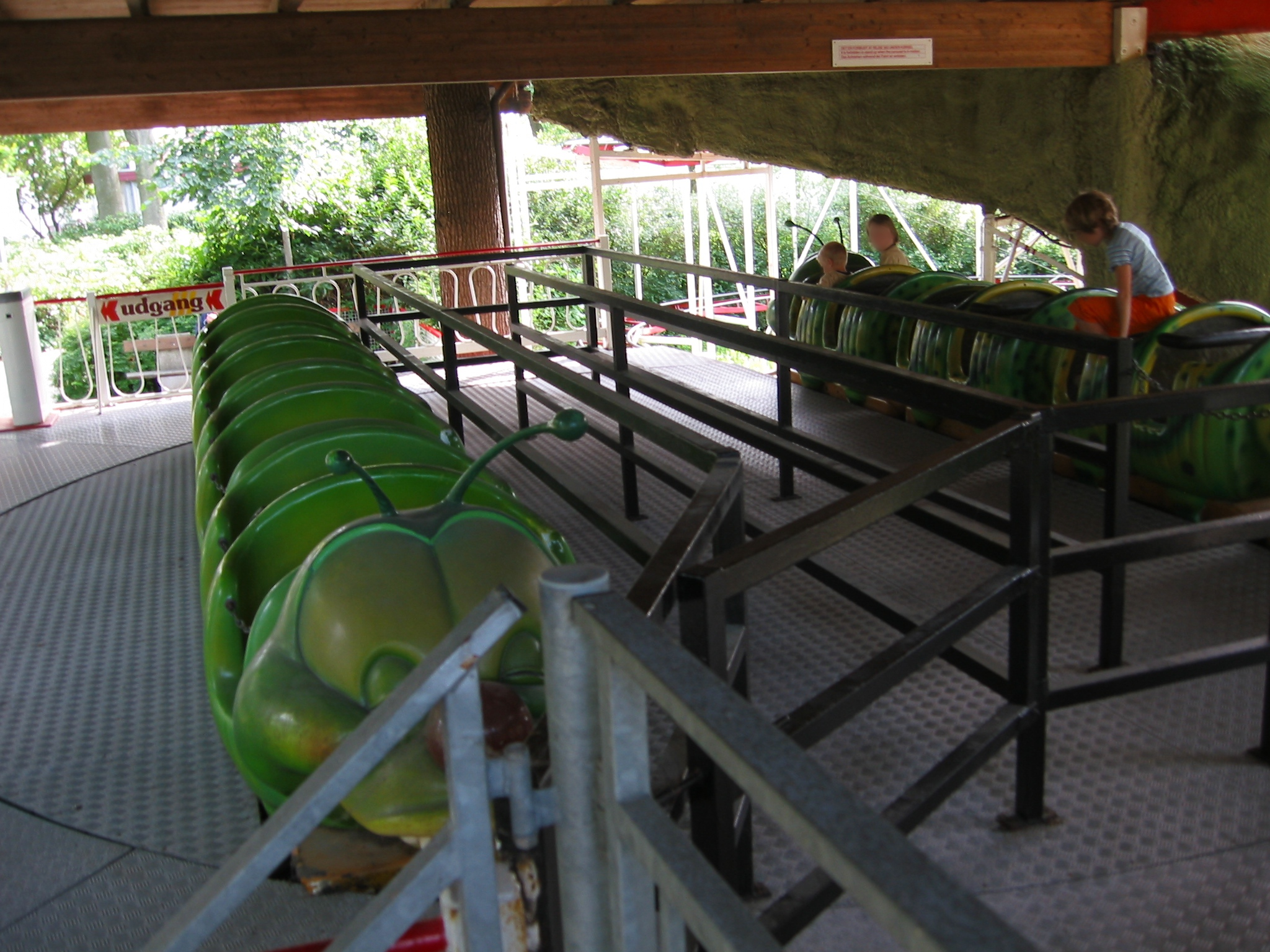
Station des Big Apple Kålormen (dt. Raupe)

Zu den Attraktionen gehörten ein Boomerang, eine Looping-Achterbahn von Pinfari, einer von weltweit zwei Big Apples mit zwei Zügen, eine Geisterbahn, ein Breakdance, ein Freefall-Tower sowie einige Restaurants.
Außerdem fanden im Sommer regelmäßig Konzerte und andere Veranstaltungen auf dem Gelände statt.